# كورت غينتري
كورت غينتري (بالإنجليزية: Curt Gentry)‏ هو لاعب كرة قدم أمريكية أمريكي، ولد في 8 أغسطس 1937 في واكو في الولايات المتحدة.

## وصلات خارجية
- كورت غينتري على موقع مرجع كرة القدم المحترفة.كوم (الإنجليزية)